# Dentigryps bifurcatus
Dentigryps bifurcatus är en kräftdjursart som beskrevs av Lewis 1964. Dentigryps bifurcatus ingår i släktet Dentigryps och familjen Caligidae. Inga underarter finns listade i Catalogue of Life.